# Meadow Vale
Meadow Vale – miasto w Stanach Zjednoczonych, w stanie Kentucky, w hrabstwie Jefferson.